# Sootoro
Las Fuerzas de Protección Gozarto (en siríaco: ܚܝܠܘ̈ܬܐ ܕܣܘܬܪܐ ܕܓܙܪܬܐ, en árabe: سوتورو‎, FPG) y Sootoro (en siríaco: ܣܘܬܪܐ), unidas en una misma organización, fueron una milicia regional con sede en Qamishli, Gobernación de Al-Hasakah, Siria, compuesta por miembros de la comunidad local de etnia aramea y algunas comunidades armenias, fundada después del estallido de la guerra civil siria en 2011. Sootoro afirma estar afiliado al Comité de Paz Civil de la Iglesia ortodoxa de Siria. La milicia estuvo alineada con el gobierno baazista de Bashar al-Ásad.

## Historia
La milicia Sootoro no debe confundirse con la fuerza policial de Sutoro, que tiene el mismo nombre en idioma siríaco pero usa la traducción al español de "Oficina de Protección Siríaca" y la transliteración y un emblema diferente. El Sutoro era asociado con el Partido de la Unión Siríaca (SUP, por sus siglas en inglés) e integrado en el gobierno de la Administración Autónoma del Norte y Este de Siria.
En febrero de 2013, la rama qamishli del Sutoro comenzó a abrir operaciones en el barrio cristiano de Wusta, que se encuentra cerca del centro de la ciudad y tiene una mayoría asiria/siríaca con una minoría armenia significativa. Aunque inicialmente fue organizado por el Partido de la Unión Siríaca, la milicia qamishli quedó posteriormente bajo el control de un llamado "comité de paz" compuesto por varias organizaciones cristianas de la ciudad. El SUP pronto perdió prácticamente toda influencia en este grupo, que fue visto por muchos miembros del SUP como controlados por agentes del gobierno sirio.
A finales de 2013, la división entre esta rama y el resto del Sutoro se hizo evidente. Ahora transcribiendo su nombre como "Sootoro" (alternativamente refiriéndose a sí misma como la "Oficina de Protección Siríaca"), la milicia en Qamishli adoptó un logotipo completamente diferente y comenzó a afirmar abiertamente una identidad separada. En noviembre, la oficina de medios de comunicación de Sootoro declaró que operaba exclusivamente en la ciudad de Qamishli y que no había formado sucursales en ningún otro lugar, además acusó a las milicias fuera de la ciudad de haberse apropiado de su nombre. Para diciembre, el grupo estaba rechazando explícitamente cualquier conexión con el SUP en sus comunicados de prensa. Aunque sigue reclamando oficialmente neutralidad, Sootoro se ha convertido efectivamente en una milicia progubernamental. Los miembros del grupo se muestran con frecuencia junto a banderas del gobierno y retratos de Bashar al-Ásad en medios visuales, y se han visto banderas con su logotipo distintivo en manifestaciones pro-Ásad en el sector de la ciudad controlado por el gobierno.
Qamishli es uno de los últimos lugares en el noreste donde las fuerzas gubernamentales, que han sido expulsadas de la mayor parte de la gobernación de Al-Hasakah por grupos rebeldes o por las fuerzas kurdas autónomas del YPG, mantuvieron cierta presencia. Los kurdos controlan los distritos poblados por kurdos de Qamishli, mientras que las fuerzas leales al gobierno sirio permanecen en los distritos mayoritarios árabes y arameos der sur respectivamente, como también en el centro de la ciudad, el cruce fronterizo a Turquía, el aeropuerto de Qamishli y una base del ejército en las afueras del sur. La afirmación del control leal sobre la milicia de Qamishli ha sido identificada como un esfuerzo potencial por parte del gobierno para fortalecer su posición en la ciudad al expandir y solidificar sus reducidas propiedades territoriales.